# Marko Fondse
Marko Fondse (Haarlem, 9 juni 1932 – Amsterdam, 24 augustus 1999) is de schrijversnaam van Marinus Cornelis ('Marius') van Dijke. Hij was dichter, slavist en vertaler Russisch. Hij won met zijn werk, waaronder de vertaling van De meester en Margarita van Michail Boelgakov, in 1969 de Martinus Nijhoff Prijs. Fondse, die een groot deel van zijn leven woonde en werkte in Amsterdam, vertaalde tevens andere Russische klassieken van Gogol, Tolstoj en Dostojevski, maar ook liefdesgedichten van Heinrich Heine. Een bijzondere productie was zijn vertaling van De barre ballade van Boris Borus, een scabreus episch gedicht in drie bedrijven van de Rus Ivan Barkov (1731-1768), die werd verlucht door Peter Vos en inclusief een door hemzelf ontworpen letter typografisch verzorgd door Gerrit Noordzij.
Marko Fondse bediende zich ook van het pseudoniem "Nelis Klokkenist". In 1985 verscheen zijn dichtbundel Herderstas. Fondses levenswerk is de vertaling van het oeuvre van de revolutionaire Russische dichter Vladimir Majakovski (1893-1930), waaraan hij meer dan dertig jaren besteedde. Deze omvangrijke, tweetalige publicatie werd in 1993 uitgebracht in de serie Russische Bibliotheek van de befaamde uitgever Geert van Oorschot.
In 1980 richtte hij samen met Peter Verstegen het Nederlands literair tijdschrift De Tweede Ronde op. Hij ontving de Kees Stipprijs voor light verse.